# Via Giuseppe Garibaldi (Gênova)
A Via Giuseppe Garibaldi é uma rua do centro histórico da cidade de Gênova, essa situada no noroeste da Itália. Essa via é famosa por seus antigos palácios. Ela pertence a uma das Strade Nuove (palavra italiana que significa "novas ruas") construídas pela aristocracia genovesa durante o Renascimento. A partir de julho de 2006, está inscrita na lista do Patrimônio Mundial da UNESCO de Gênova: a Strade Nuove e o sistema dos Palazzi dei Rolli .

## História
Essa rua, aprovada em 1550, foi construída entre 1558 e 1583. Originalmente chamada de Strada Maggiore ou Strada Nuova, em 1882 teve seu nome mudado em homenagem à Giuseppe Garibaldi . Ela possui 250 metros de comprimento e 7,5 metros de largura.
Entre a primeira metade do século XVI e a primeira metade do século XVII, a nobreza da República de Gênova iniciou um cuidadoso planejamento urbano para transformar a cidade medieval existente e iniciar uma expansão urbana considerável para o norte. O movimento para expandir os antigos palácios e construir outros, novos e suntuosos, foi motivado pelo extraordinário enriquecimento da cidade, que deu-se por meio das prósperas atividades de financiamento em direção às potências europeias. Em um caso particular, a aristocracia genovesa financiou os extravagantes empreendimentos da Coroa Espanhola, como o exército mercenário, que a Espanha manteve em Flandres de 1566, até a paz de Vestfália em 1648. A classe dominante de Génova, misturando a nobreza de sangue com a nova classe rica mercantil, procurou mostrar seu prestígio através da construção de grandes palácios urbanos e vilas suburbanas de esplendor foras do comum.

## Palácios listados como Patrimônio Mundial da UNESCO
| No. na lista da UNESCO | Proprietário Original               | Localização                         | Nome atual do Palácio                         | Foto |  |
| ---------------------- | ----------------------------------- | ----------------------------------- | --------------------------------------------- | ---- |  |
| 8                      | Agostino Pallavicini                | Via Giuseppe Garibaldi, 1, Genoa    | Palazzo Cambiaso Pallavicini                  |      |  |
| 9                      | Pantaleo Spinola                    | Via Giuseppe Garibaldi, 2, Genoa    | Palazzo Spinola Gambaro                       |      |  |
| 10                     | Franco Lercari                      | Via Giuseppe Garibaldi, 3, Genoa    | Palazzo Lercari-Parodi                        |      |  |
| 11                     | Tobia Pallavicini                   | Via Giuseppe Garibaldi, 4, Genoa    | Palazzo Carrega-Cataldi                       |      |  |
| 12                     | Angelo Giovanni Spinola             | Via Giuseppe Garibaldi, 5, Genoa    | Palazzo Angelo Giovanni Spinola               |      |  |
| 13                     | Andrea and Gio. Battista Spinola    | Via Giuseppe Garibaldi, 6, Genoa    | Palazzo Doria (Genoa)                         |      |  |
| 14                     | Nicolosio Lomellino                 | Via Giuseppe Garibaldi, 7, Genoa    | Palazzo Nicolosio Lomellino                   |      |  |
| 15                     | Lazzaro and Giacomo Spinola         | Via Giuseppe Garibaldi, 8-10, Genoa | Palazzo Cattaneo-Adorno                       |      |  |
| 16                     | Nicolò Grimaldi                     | Via Giuseppe Garibaldi, 9, Genoa    | Palazzo Doria Tursi (City Hall)               |      |  |
| 17                     | Baldassarre Lomellini               | via Giuseppe Garibaldi, 12, Genoa   | Palazzo Campanella o di Baldassarre Lomellini |      |  |
| 18                     | Luca Grimaldi                       | Via Giuseppe Garibaldi, 11, Genoa   | Palazzo Bianco                                |      |  |
| 19                     | Rodolfo and Francesco Brignole Sale | via Giuseppe Garibaldi, 18, Genoa   | Palazzo Rosso (Genoa)                         |      |  |

## Na literatura
Charles Dickens, em seu relato de viagem Pictures from Italy , faz uma descrição bem sugestiva da Strada Nuova. Como no trecho abaixo:
 

## Galeria

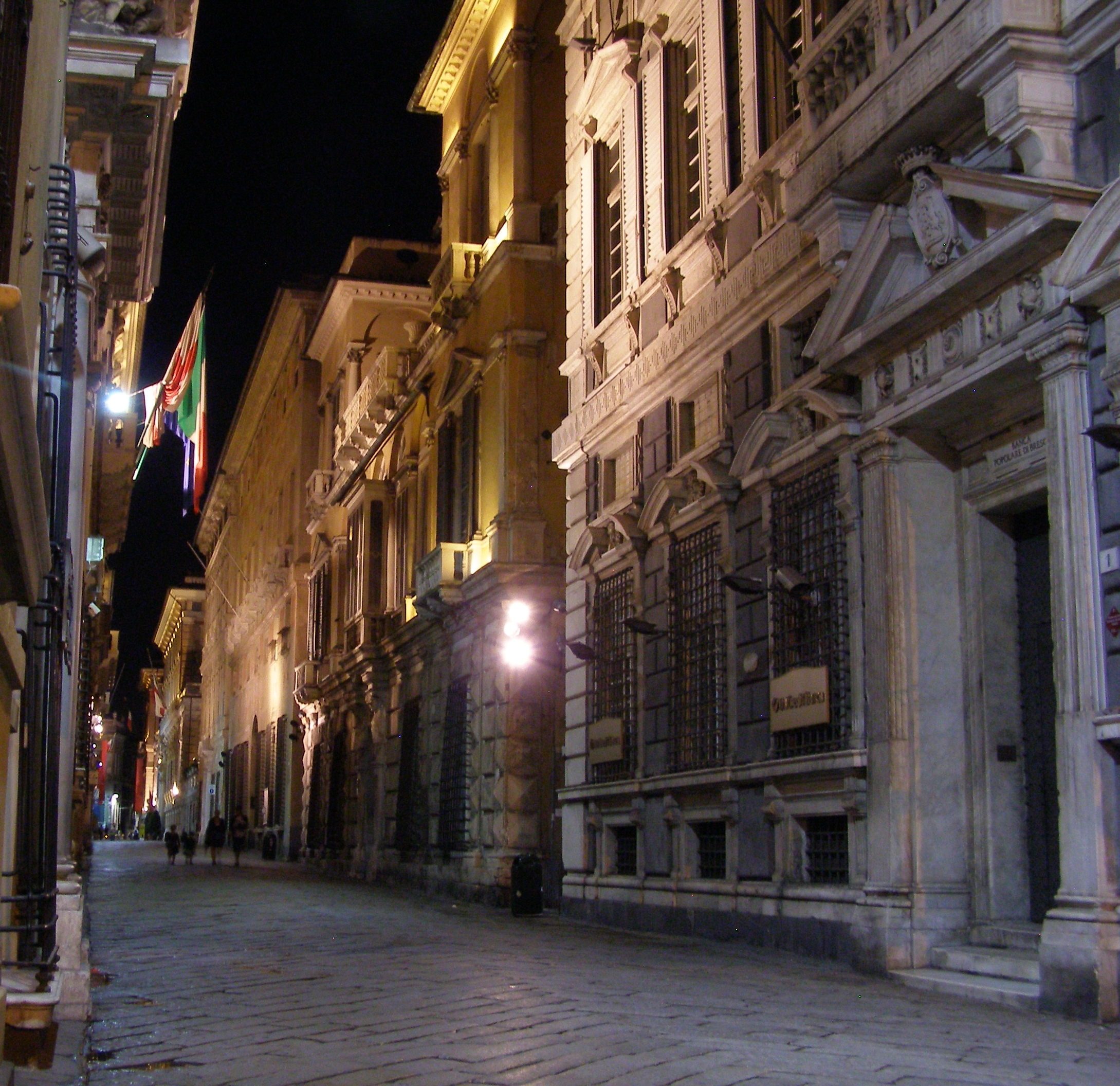
Gênova, via Garibaldi.
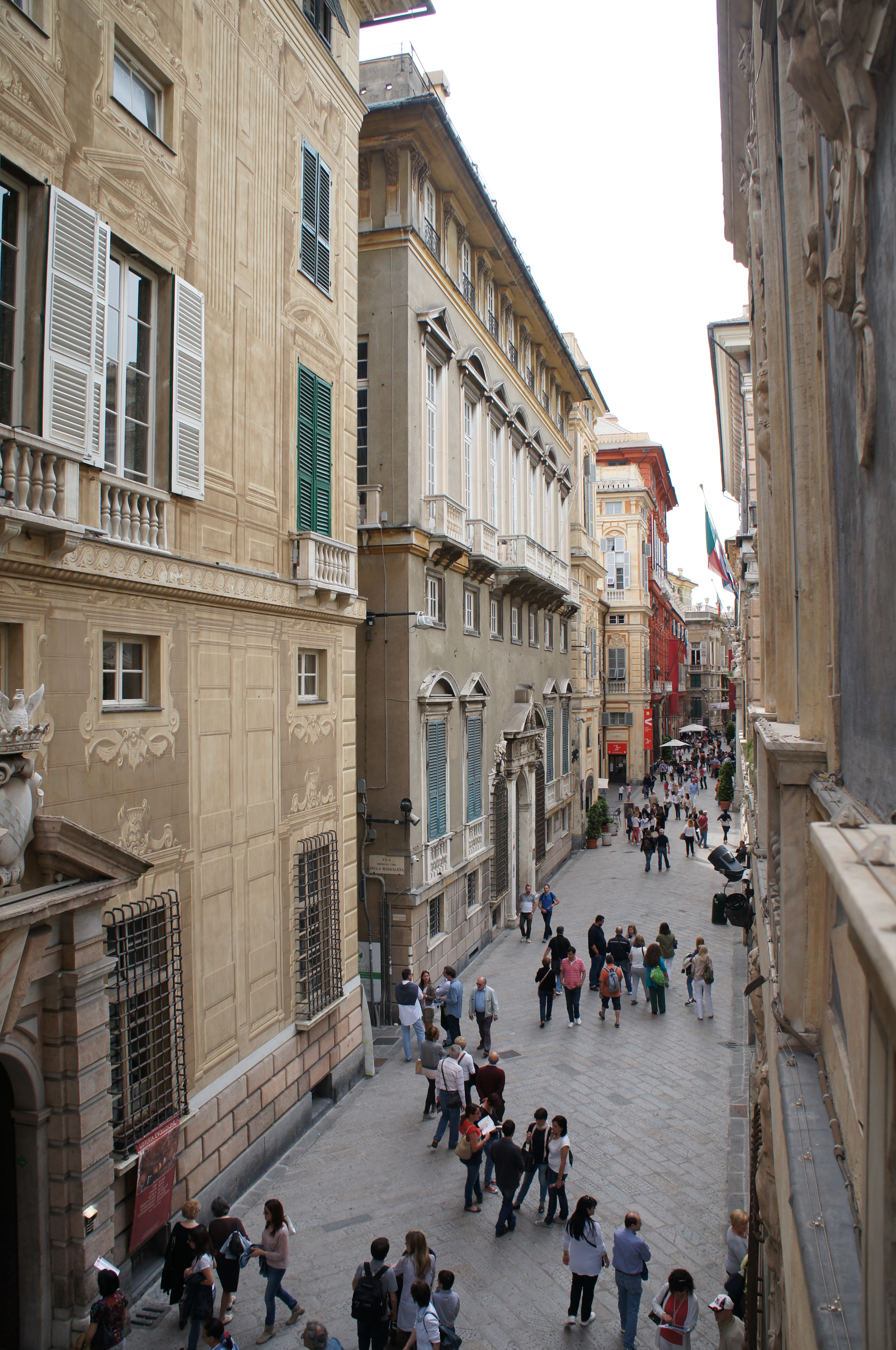
Gênova, via Garibaldi.
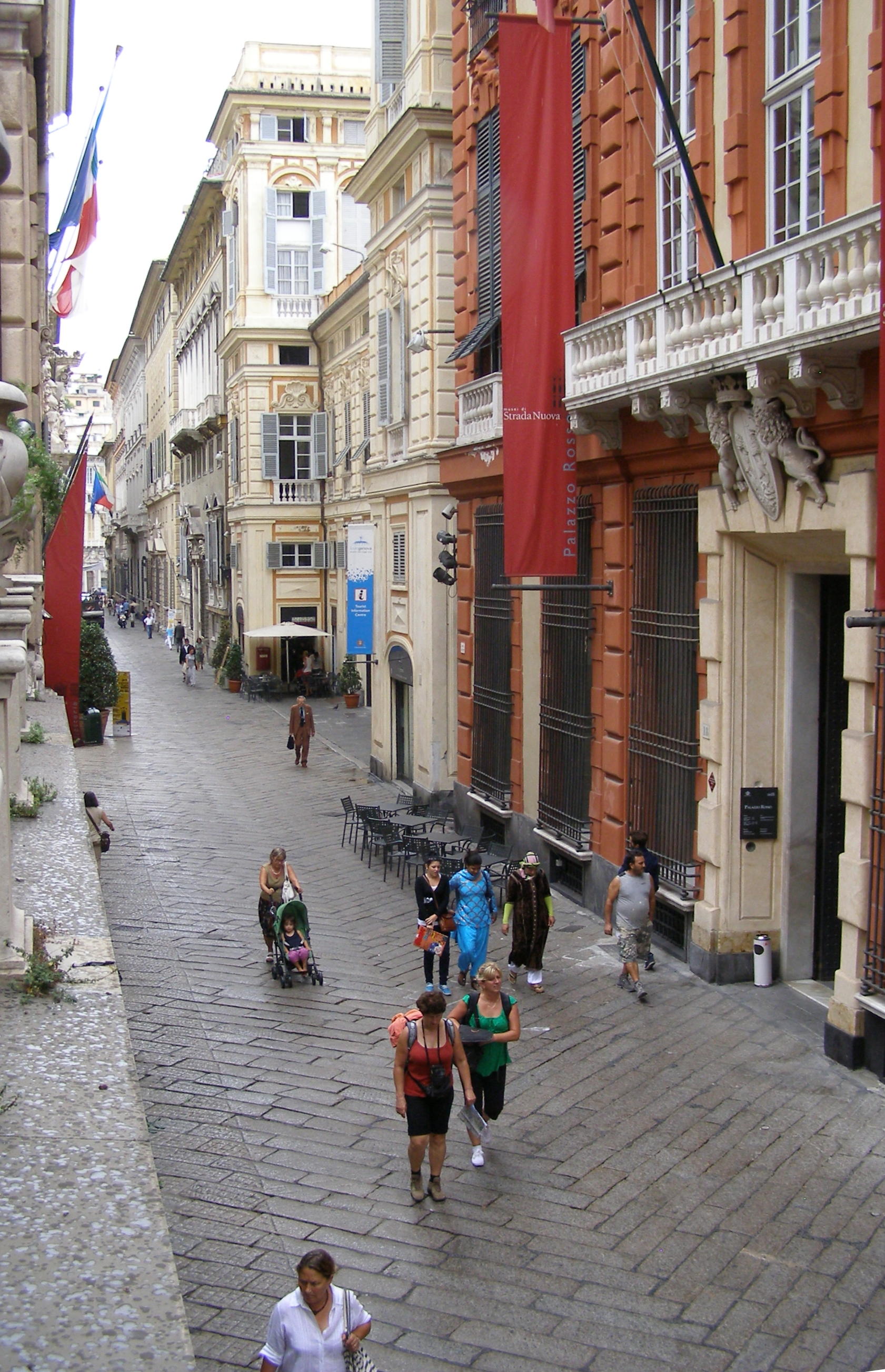
Gênova, via Garibaldi.
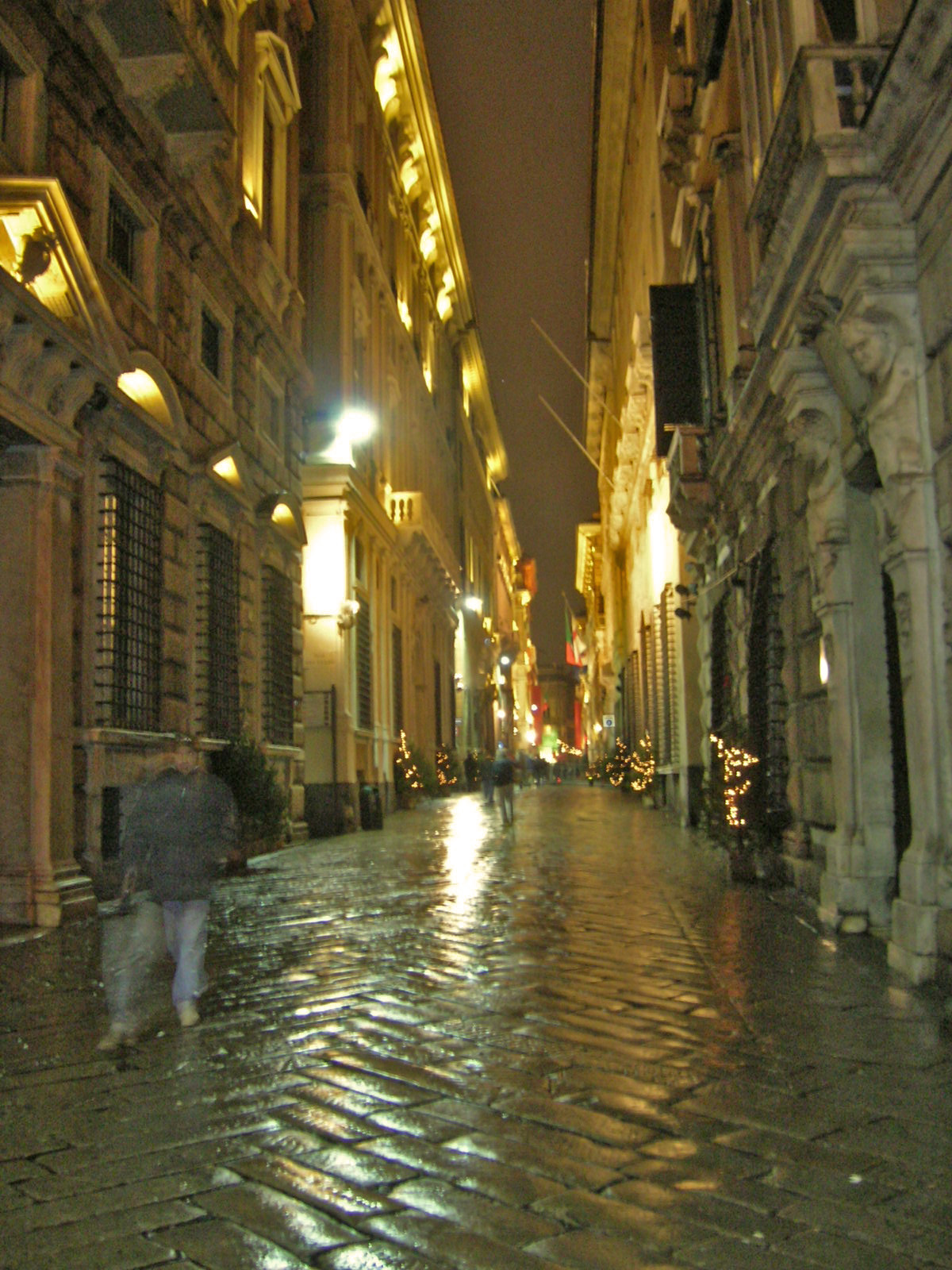
Gênova, via Garibaldi.
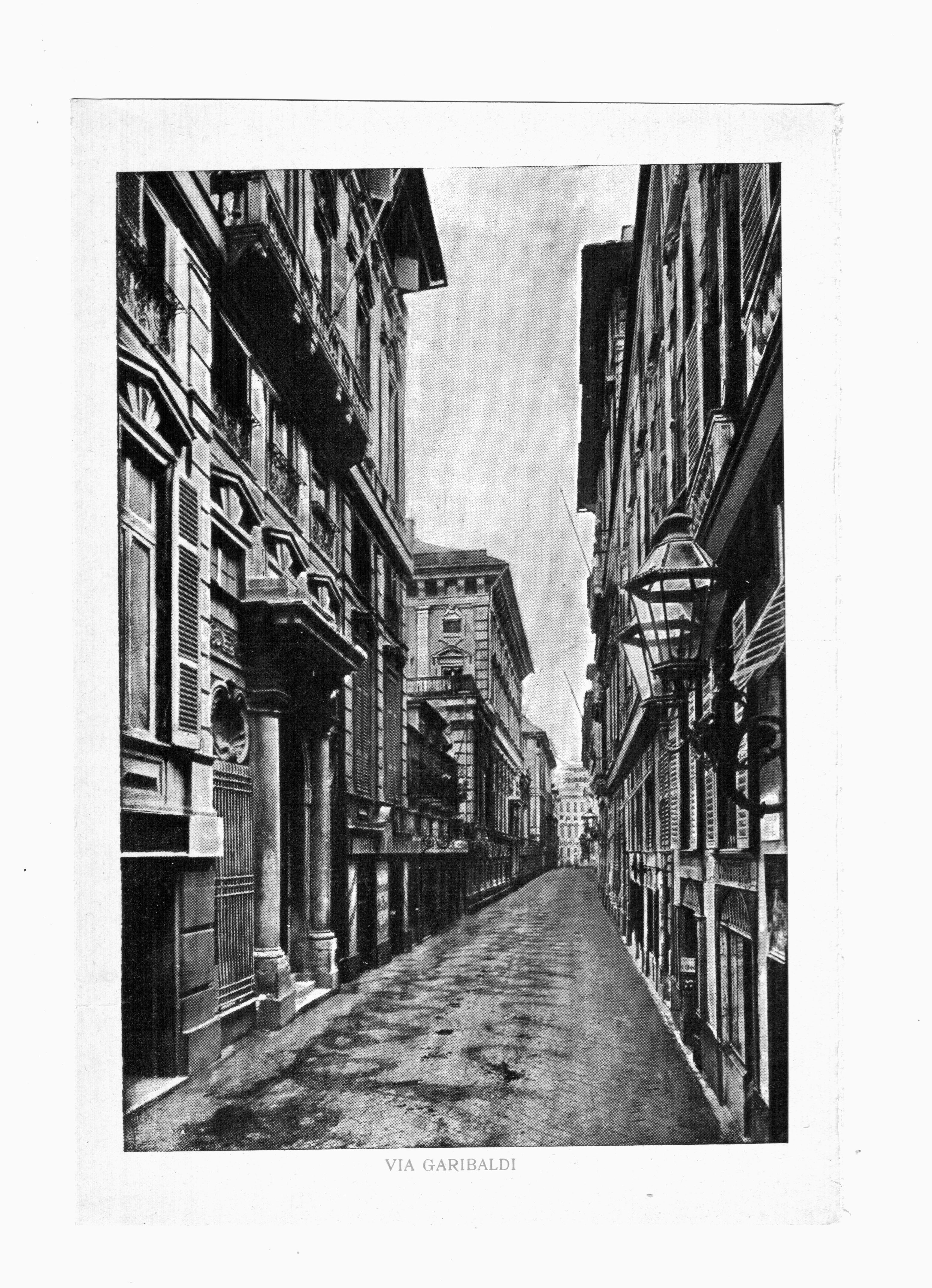
Gênova, via Garibaldi.
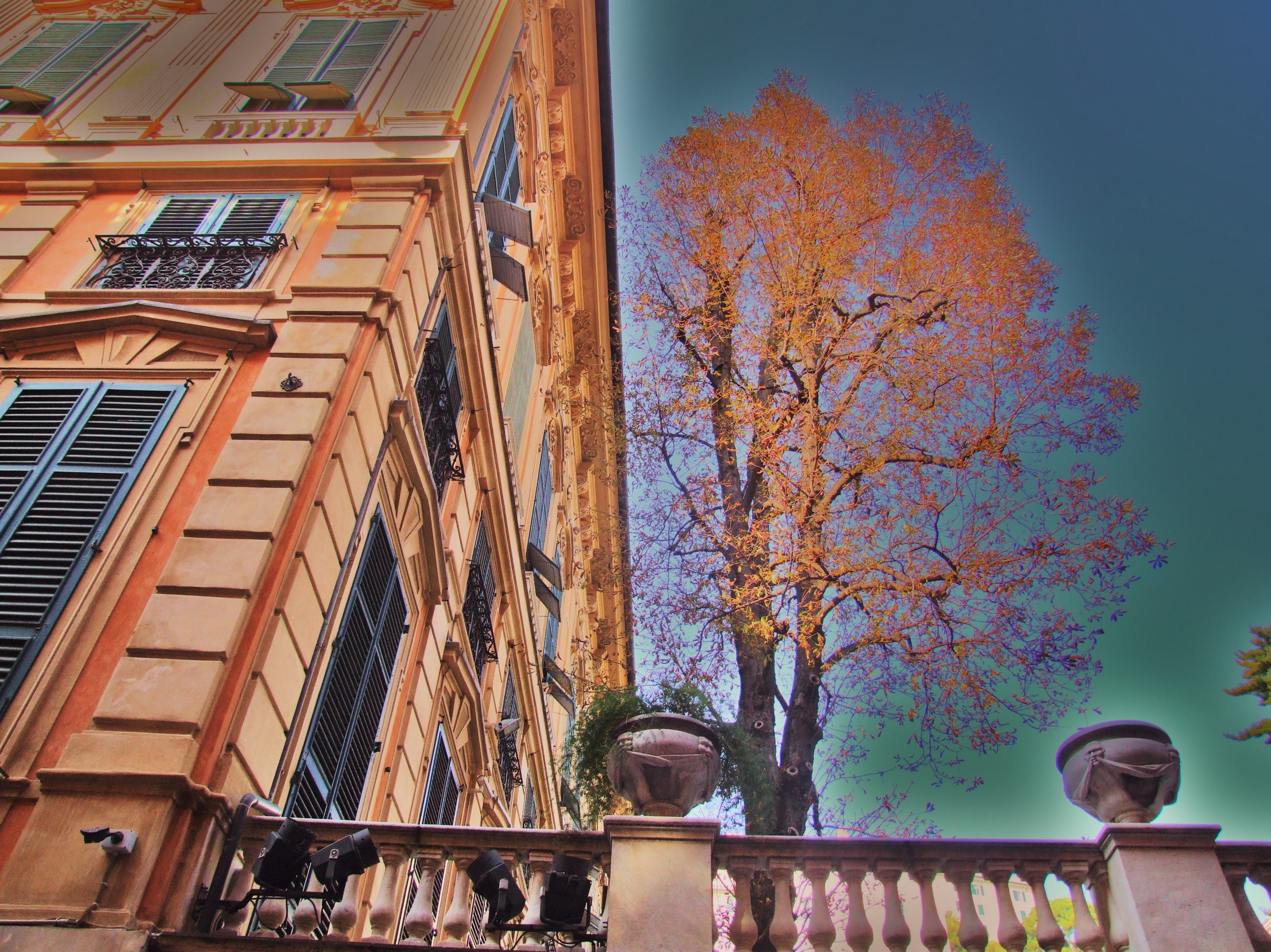
Gênova, via Garibaldi.

## Links externos
- Strada Nuova.it (em inglês)